# Мехатроника АД
„Мехатроника“ АД е акционерно дружество в Габрово, с основен предмет на дейност производство на автоматични линии за производство на ламинатни туби и тубопълначни автомати за козметични и други продукти.
Предприятието е основано през 1961 г. в Габрово. Основната цел на завода е решаване на комплексни технологични проблеми в машиностроенето, електрониката, химията, леката промишленост. До 2000 г. „Мехатроника“ АД е лидер на Балканите в производството на съоръжения за индукционно нагряване с приложение за топене на черни и цветни метали и сплави, за обемно нагряване на метали при пластично горещо обработване, уредби за диелектрично заваряване на пластмаси, ултразвукови съоръжения за почистване на детайли. След 2000 година промяната в пазарната ситуация в България и региона наложи бързо пренасочване на усилията и фирмата започва разработка на машини за производство на опаковки. Днес „Мехатроника“ е модерно оборудван завод, с възможности да решава различни проблеми в областта на индустрията за опаковки. Фирмата разполага с екип от опитни работници и сътрудници.